# Rati

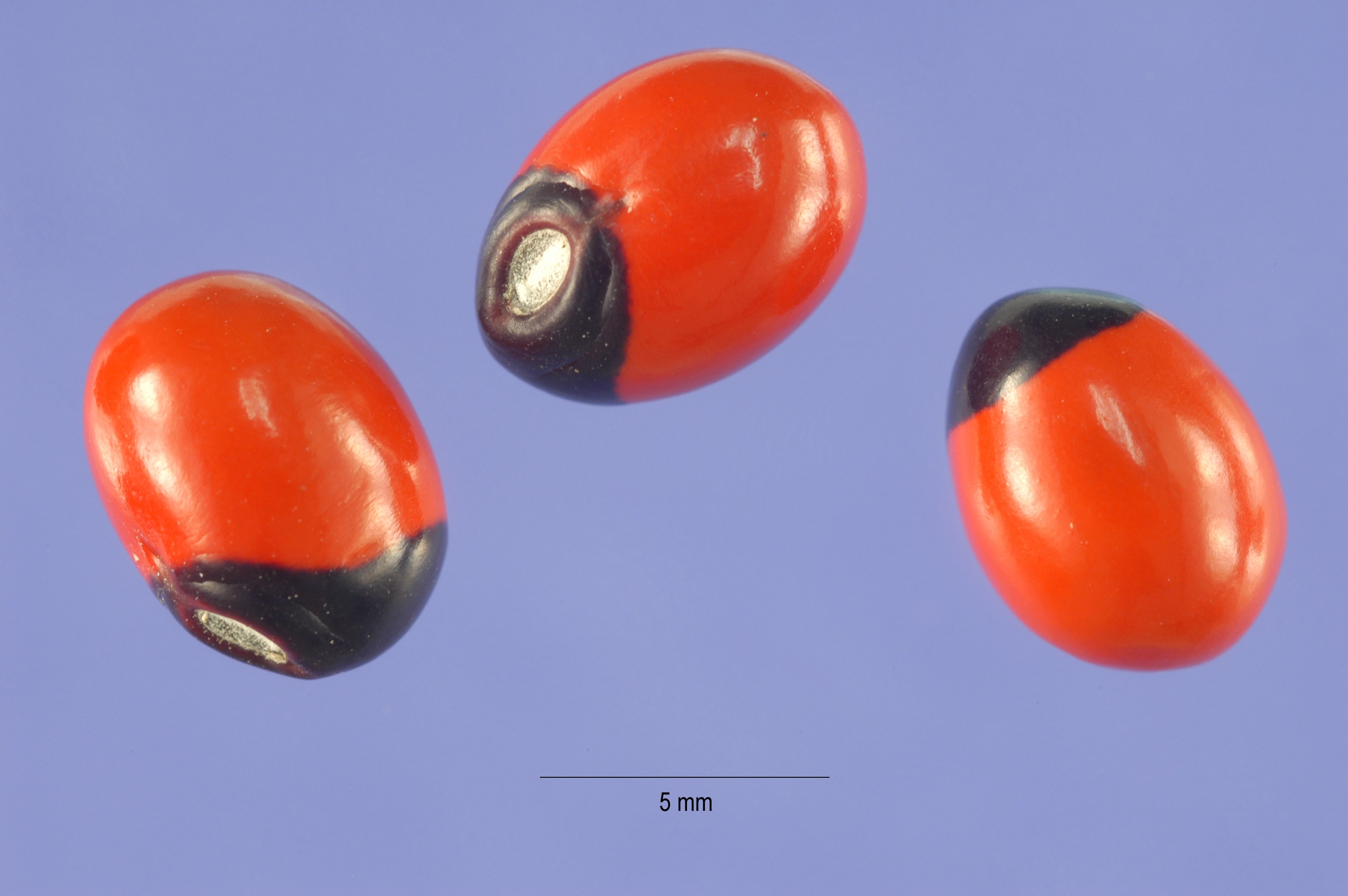
Paternostererbsen, die die Grundlage des Rati bilden.

Rati, auch Ruttee, Rutti oder Retty, war ein indisches Gewichtsmaß, das sich am Gewicht der Paternostererbse orientierte. Es wurde auch Gunja oder Surch genannt. Im 19. Jahrhundert war das Maß in Bombay und in Surate in der Präsidentschaft Bombay gültig. Als Edelsteingewicht unter Pakka-Retty in Bengalen war es 7/40 Gramm oder dezimal 0,175 Gramm schwer. Als Gold- und Silbergewicht war es auch in verschiedenen Regionen in Ostasien in Anwendung.  
Das Gold- und Silbergewicht war unterschiedlich und es galt in
- Bombay und Surate 
  - 1 Retty = ⅛ Gramm
  - 3 Retty = 1 Waal/Vall
  - 95 Retty = 1 Tola
  - 22 Anna = 1 Reddy
  - 13,75 Chouw = 1 Reddy
- Bengalen
  - 1 Retty = 4 Nely =1/7 Gramm
  - 8 Rettys = 1 Massa
  - 72 Rettys = 1 Tola-Gold
  - 84 Rettys = 1 Tola-Silber

Weitere Maße waren Tola-Pakka und Tola Katja.